# Škoda 18T
Škoda 18T (торгова назва ForCity Classic Eskişehir) — тип трамвая, серії Škoda ForCity виготовлений у 2018 році на заводі Škoda Transportation для турецького міста Ескішехір та його трамвайної системи.

## Дизайн
18Т — однонаправлений, п'ятисекційний, низькопідлоговий трамвайний вагон із вузькоколійними візками. 
Для їх виготовлення використовувалися деталі від трамваїв 28T для Коньї та вузькоколійних трамваїв 29T і 30T для Братислави. 
Основу кузова складають три двовісні жорсткі візки 
, 
крайні є рушійними, а середні — підтримувальні. 
Кожна вісь крайніх візків приводиться в рух одним двигуном потужністю 100 кВт. 
Трамваї 18T оснащені допоміжними акумуляторами, які дозволяють їм проїхати 5 км без живлення від контактної мережі. Підлога знаходиться на висоті 330 мм над головкою рейки. 
Салон повністю кондиціонований 
. 
Зовнішній вигляд трамвая був створений студією «Aufeer Design» 
, 
і при підготовці дизайну зроблено посилання на дизайн трамваїв Bombardier Flexity Outlook, які вже використовуються в Ескішехірі 
.

## Використання
| Держава             | Місто               | Роки постачання     | Кіл-сть | Номери рухомого складу | Примітки                    |       |
| ------------------- | ------------------- | ------------------- | ------- | ---------------------- | --------------------------- | ----- |
| Туреччина           | Ескішехір           | 2018                | 14      | 34–47                  | з допоміжними акумуляторами | [ 5 ] |
| Загальна кількість: | Загальна кількість: | Загальна кількість: | 14      |                        |                             |       |

Влітку 2016 року «Škoda Transportation» виграла тендер на постачання 14 низькопідлогових трамваїв з допоміжними акумуляторами. 
Вартість контракту становила 26 мільйонів євро, а трамваї мали бути поставлені за 19 місяців після підписання контракту 
. 
Перший вагон доставлений в Ескішехір у березні 2018 року, де потім пройшов випробування. 
Виробник також випробував Škoda 18T на вузькоколійній трамвайній мережі в Братиславі
. 
Решту трамваїв доставили до Туреччини у 2018 році 
.